# Знаменская волость (Карачевский уезд)
Зна́менская волость — административно-территориальная единица в составе Карачевского уезда.
Административный центр — село Знаменское (Герасимово).
Волость была образована в ходе реформы 1861 года. Располагалась на южной окраине уезда и была одной из наиболее населённых волостей.
В 1880-х годах Знаменская волость была упразднена, а её территория вошла в новообразованную Шаблыкинскую волость.
Ныне вся территория бывшей Знаменской волости входит в состав Шаблыкинского района Орловской области.